# Aetosauroides scagliai
Aetosauroides scagliai foram  aetossauros , pertencentes ao grupo de Pseudosuchia que viveram durante  o Período Triássico no Andar Carniano (237-227 milhões anos atrás). Seus fósseis foram encontrados na Região Sul do Brasil, no município de Santa Maria, RS e na Região Noroeste da Argentina. 
Os aetossauros, de forma geral possuem o crânio curto e focinhos para cima, possuem uma armadura dérmica (feita de osteodermas), são quadrúpedes e provavelmente se alimentavam de invertebrados e pequenos vertebrados.
A. scagliai foi descrito em 1960 pelo paleontólogo argentino Rodolfo Casamiquela, baseado nos elementos PVL 2073 ( Holótipo) , PVL 2059, PVL 2014 e PVL 2052. Provenientes do Membro Cancha de Bochas da Formação Ischigualasto, Argentina.  
Recentemente foi publicado um estudo sobre um espécime de Aetosauroides scagliai encontrado em 2009 por pesquisadores da UFSM e Universidade Federal do Oeste do Paraná na cidade de Santa Maria, RS. O material (UFSM 11505) é proveniente do afloramento Faixa Nova - Cerrito I, entre a BR- 158 e BR- 287 , pertencente à Sequência Candelária e tem preservado o crânio, ambas hemimandíbulas e material pós craniano. 